# Matteo Marconcini
Matteo Marconcini (Arezzo, 26 agosto 1989) è un ex judoka e allenatore di judo italiano.

## Biografia
È cresciuto sportivamente nella società Judo Ok Arezzo della sua città natale, allenato Roberto Busia. In seguito si è trasferito a Roma dopo aver vinto il concorso per titoli per entrare nel Centro Sportivo Carabinieri, dove è stato allenato da Luigi Guido, che rappresentò l'Italia ai Giochi olimpici di Barcellona 1992, Atlanta 1996 e Sydney 2000.
Ha rappresentato l'Italia ai Giochi olimpici estivi di Rio de Janeiro 2016 nella categoria 81 kg, perdendo in finale l'incontro per la medaglia di bronzo. Ai campionati mondiali di judo di Budapest 2017 ha conquistato la medaglia d'argento, che mancava all'Italia da dodici anni.
Si è ritirato dall'attività agonistica il 21 aprile 2021, all'età di 31 anni. In seguito è divenuto allenatore aggiunto nel Centro Sportivo Carabinieri.

## Palmarès
- Mondiali

Budapest 2017: Argento
- Mondiali Militari

Uster 2017: Bronzo
- Tornei World Tour

Grand Prix Almaty 2016: Argento
Grand Slam Baku 2016: Bronzo
World Cup Casablanca 2016: Bronzo
World Cup Praga 2016: Oro
- Campionati Italiani

Assoluti Verona 2012: Oro
Assoluti Novara 2011: Argento
Assoluti Ravenna 2010: Oro
U23 Torino 2009: Oro
Assoluti Crotone 2009: Argento
U23 Catania 2008: Oro
U23 Lecce 2007: Bronzo